# Thecla atrius
Thecla atrius är en fjärilsart som beskrevs av Herrich-Schäffer 1853. Thecla atrius ingår i släktet Thecla och familjen juvelvingar. Inga underarter finns listade i Catalogue of Life.